# (4821) Bianucci
(4821) Bianucci – planetoida z grupy pasa głównego asteroid okrążająca Słońce w ciągu 5,55 lat w średniej odległości 3,13 j.a. Odkrył ją Walter Ferreri 5 marca 1986 roku w Obserwatorium La Silla.